# Ernst Uhrlau
Ernst Uhrlau, né le 7 décembre 1946 à Hambourg, a été le président du service fédéral de renseignement allemand de 2005 à 2011. Il est membre du SPD.

## Biographie
Après son baccalauréat en 1967, Uhrlau étudie les sciences politiques, économiques et la sociologie à l'université de Hambourg. Il est professeur en 1974 à l'école de police de Hambourg. L'année suivante, et jusqu'en 1981, il dirige le bureau sénatorial chargé des affaires intérieures de Hambourg et de 1981 à 1991 s'occupe de la sécurité régionale, en étant représentant régional de l'office fédéral de protection de la constitution. Il est vice-directeur, puis directeur, jusqu'en 1996, date à laquelle il est nommé président de la police.

## Carrière à Berlin
Uhrlau est nommé à Berlin en tant que directeur ministériel et chef de la division VI (service de renseignement, coordination des renseignements fédéraux) à la chancellerie en 1998. Uhrlau est donc l'interface entre les services de la chancellerie et les renseignements fédéraux, c'est-à-dire le service fédéral de renseignement (BND), l'office fédéral de protection de la constitution, et le service de contre-intelligence militaire (MAD).  
Ernst Uhrlau est nommé président du service fédéral de renseignement, le 1er décembre 2005, en remplacement d'August Hanning et il est lui-même remplacé en 2011 par Gerhard Schindler.